# Maria Katarzyna Kasper
Maria Katarzyna Kasper (ur. 26 maja 1820 r. w Dernbach, zm. 2 lutego 1898 r. tamże) – niemiecka zakonnica, założycielka zgromadzenia Sióstr Ubogich Służebnic Ukrzyżowanego Jezusa i święta Kościoła katolickiego.

## Życiorys
Katarzyna Kasper urodziła się  w wielodzietnej rodzinie. Po śmierci rodziców założyła instytut, nazwany zgromadzeniem Sióstr Ubogich Służebnic Ukrzyżowanego Jezusa, zaaprobowany przez biskupa w 1850 r. i przyjęła imię zakonne Maria. 27 stycznia 1898 r. doznała ataku serca; zmarła 2 lutego w tym samym roku. Została beatyfikowana przez papieża Pawła VI 16 kwietnia 1978 r.
6 marca 2018 papież Franciszek zatwierdził dekret o cudzie dokonanym za wstawiennictwem błogosławionej, co otwiera drogę do jej ogłoszenia świętą, zaś 19 maja 2018 podczas konsystorza wyznaczył datę jej kanonizacji.
14 października 2018 została ogłoszona świętą.